# (2713) Luxembourg
(2713) Luxembourg ist ein Asteroid des Hauptgürtels, der am 19. Februar 1938 vom belgischen Astronomen Eugène Joseph Delporte an der königlichen Sternwarte in Ukkel entdeckt wurde.
Der Asteroid ist nach Luxemburg benannt.